# 堀秀村
堀 秀村（ほり ひでむら）は、戦国時代から安土桃山時代の武将、大名。近江国の国人領主。通称は次郎。諱は元積（もとづみ）ともするが、存村（ながむら）とは同一人物とされる。

## 人物の比定
谷口克広は、『寛政重修諸家譜』の中で堀某（次郎・遠江守・秀基）とその子の存村（石見守）の父子として記述されている人物について、『秀基の事績と通称、存村の生年とが、堀次郎秀村とほぼ一致するので、『重修譜』の秀基・存村父子の記事は、秀村のことと考えるべきではないだろうか』としている。ただし、秀基の事績は短く、ただ居城と住地が記されてあるだけなので、『織田信長家臣人名辞典』の秀村の項にあるように、通称は父と同じく遠江守を名乗ったもので、具体的にはやはり、堀遠江守の子、堀秀村（元積）＝堀存村ということなのであろう。

## 経歴
近江国坂田郡北庄堀に住んで、後に蒲葉城（鎌刃城）を居城とした。『重修譜』によれば、初めは新庄氏を称し、後に堀氏に改めるとある。
『 浅井三代記』によれば、父は浅井氏に仕えたが、幼少の頃に亡くなり、堀家の家老樋口直房が後見役となって万事を取り仕切った。
元亀元年（1570年）6月までは秀村も浅井長政に仕えていたが、織田方の木下秀吉の家臣竹中重治の調略を受けた樋口直房の勧めで織田方に寝返った。『当代記』によれば、そのとき15歳であるというので、生年は弘治3年（1557年）ということになる。すぐに小谷城攻めに参加。雲雀山に上って（山麓の）町を焼き払った。同月18日の姉川の戦いにも、信長旗本の先手として参加した。
元亀2年（1571年）5月6日、浅井長政が箕浦表に出撃してきた時、浅井方の浅井井規が鎌刃城に攻めかかってきたが、木下秀吉が横山城から援軍に訪れて、城を守りきった。以後も、小谷城攻囲の備に秀吉と協力して当たったが、秀村は秀吉の与力的な立場にあったにもかかわらず、堀氏は坂田郡の半ばを所領に収めて、秀吉よりも支配地が広かったという。坂田郡は秀村・直房の支配権と信長・秀吉の支配権が重なる二元統治のような格好になっており、信長は取り潰しの機会を伺っていたと考えられる。
天正元年（1573年）越前朝倉攻めで木ノ芽城の守備を任されたが、翌天正2年（1574年）に、同城を越前一向一揆に攻められて、樋口直房が防備すべき城を放棄して勝手に一揆衆と和睦して逐電するなどしたため、直房は秀吉に追われて討ち取られ、秀村もすぐに改易とされ、6万石とも10万石相当とも言われる所領を全て没収されて、信長に追放されてしまった。
その後、『重修譜』によれば秀吉に仕えたとあり、『武功夜話』には秀吉の家臣として知行1千石であったというが、正確なところはよくわからない。
天正16年（1588年）、紀伊国桐部谷の一揆鎮圧に出動して池田秀雄と共に豊臣秀長の指揮下で戦っているので、秀長に仕えていたらしい。
慶長4年（1599年）に没した。享年43。